# C/1972 E1 Bradfield
C/1972 E1 Bradfield è una cometa non periodica scoperta il 12 marzo 1972 dall'astrofilo neozelandese William Ashley Bradfield impiegando complessivamente 260 ore di osservazioni.. La cometa segue un'orbita retrograda.

## Visibilità
La cometa ha raggiunto il 9 aprile 1972 una magnitudine apparente totale di 8,0a, il 13 maggio 1972 il suo nucleo (apparente) ha raggiunto la 15,5a, il 17 aprile 1972 è stata fotografata una coda di gas lunga 1°.